# Monster High
Les Monster high són una franquícia de productes de joguines i audiovisuals que es va iniciar el 2010 amb el llançament de nines per Mattel. Els personatges són d'aspecte humà però que estan inspirats en pel·lícules de monstres i ficcions de terror o éssers mitològics, distingint-los dels ninots més de moda. Van ser creats per Garrett Sander, amb il·lustracions de Kellee Riley. Barbie i Monster High estan fets per Mattel, però tot i això, competeixen en el mercat.
També són els personatges d'una sèrie amb el mateix nom; Monster High. Panini també va adoptar aquests personatges per fer alguns dels seus productes, cromos, polseres, llibres, etc.